# Uebel & Lechleiter
Uebel & Lechleiter war ein deutscher Hersteller von Klavieren und Pianos, gegründet von Carl Uebel und Paul Lechleiter. Das Unternehmen begann die Fabrikation 1872 in Heilbronn und stellte die Produktion am 30. August 1987 ein.

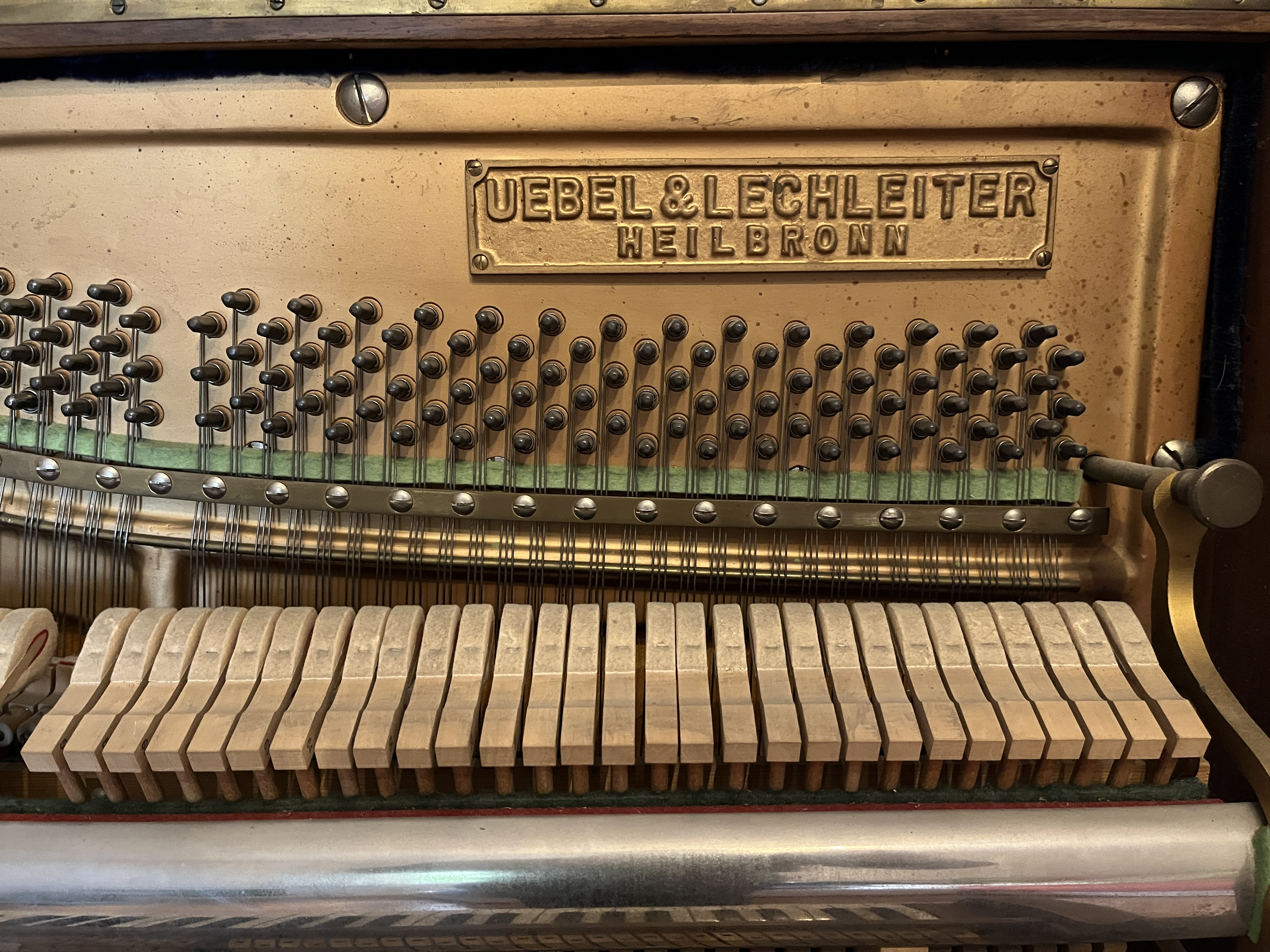
Metallplakette Uebel-Lechleiter im Klavier

Über viele Jahre war Uebel & Lechleiter Hoflieferant für die Katholische Kirche in Rom und baute sonderangefertigte Instrumente für Papst Pius X. Klaviere von  Uebel & Lechleiter fanden auch über den europäischen Raum hinaus Verbreitung.